# Митрошенков, Виктор Анатольевич
Виктор Анатольевич Митрошенков (22 августа 1933 или 1933, Крёкшино, Московская область — 17 марта 1988, Москва) — советский военнослужащий, военный лётчик; журналист, писатель, киносценарист.

## Биография
В 1948 году поступил в Свердловскую спецшколу ВВС, связав свою жизнь с авиацией.
По окончании училища служил в авиационных частях, в авиационном полку в Ржеве, затем — в Политуправлении Московского округа Противовоздушной обороны и Главном штабе ВВС.
Принимал участие в испытаниях ядерного оружия на Семипалатинском полигоне.
Ещё во время военной службы начал писать журналистские статьи о сослуживцах — лётчиках и космонавтах, авиационных техниках и инженерах, это увлечение стало второй профессией.

Могила Митрошенкова

Скончался от тяжёлого онкологического заболевания — последствия участия в испытаниях ядерного оружия. Похоронен на Кунцевском кладбище.
Жена — Евгения Евгеньевна Митрошенкова (1935—2010) — член-корреспондент Российской Академии космонавтики имени К. Э. Циолковского, журналист, писатель. Сын — советский и российский журналист, медиаменеджер, продюсер Митрошенков Александр Викторович (род. 1957).

## Оценки современников
Виктору Митрошенкову свойственна черта показа положительных героев. Читатель вправе опросить: а как же развивается действие, если нет борьбы передового и отживающего, нового со старым, что же, выходит, оно без конфликтов? Конфликт есть. Конфликт — это не только стержень произведения, это и борьба за передовые позиции жизни.— Виль Липатов. Голубые дороги. Об авторе, о книге

## Фильмография
«Меня ждут на земле» (сценарий, Одесская киностудия, 1976 год, режиссёр — Марк Толмачёв)